# Dorfkirche Leppin (Arendsee)

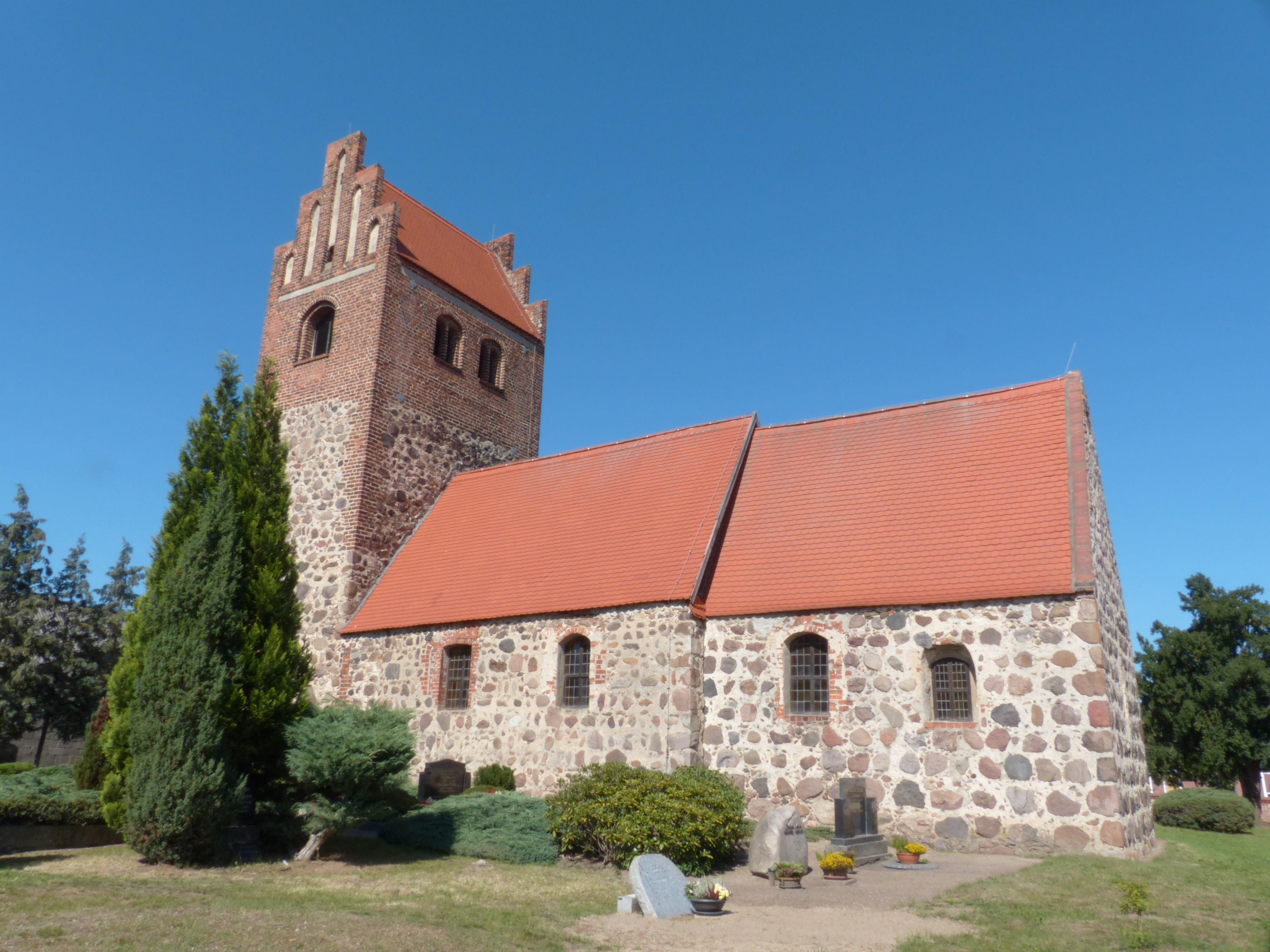
Dorfkirche Leppin

Die evangelische Dorfkirche Leppin ist eine gotische Saalkirche im Ortsteil Leppin von Arendsee (Altmark) im Altmarkkreis Salzwedel in Sachsen-Anhalt. Sie gehört zum Pfarrbereich Arendsee im Kirchenkreis Stendal der Evangelischen Kirche in Mitteldeutschland und ist unter der Erfassungsnummer 094 61133 im örtlichen Denkmalverzeichnis eingetragen.

## Geschichte und Architektur

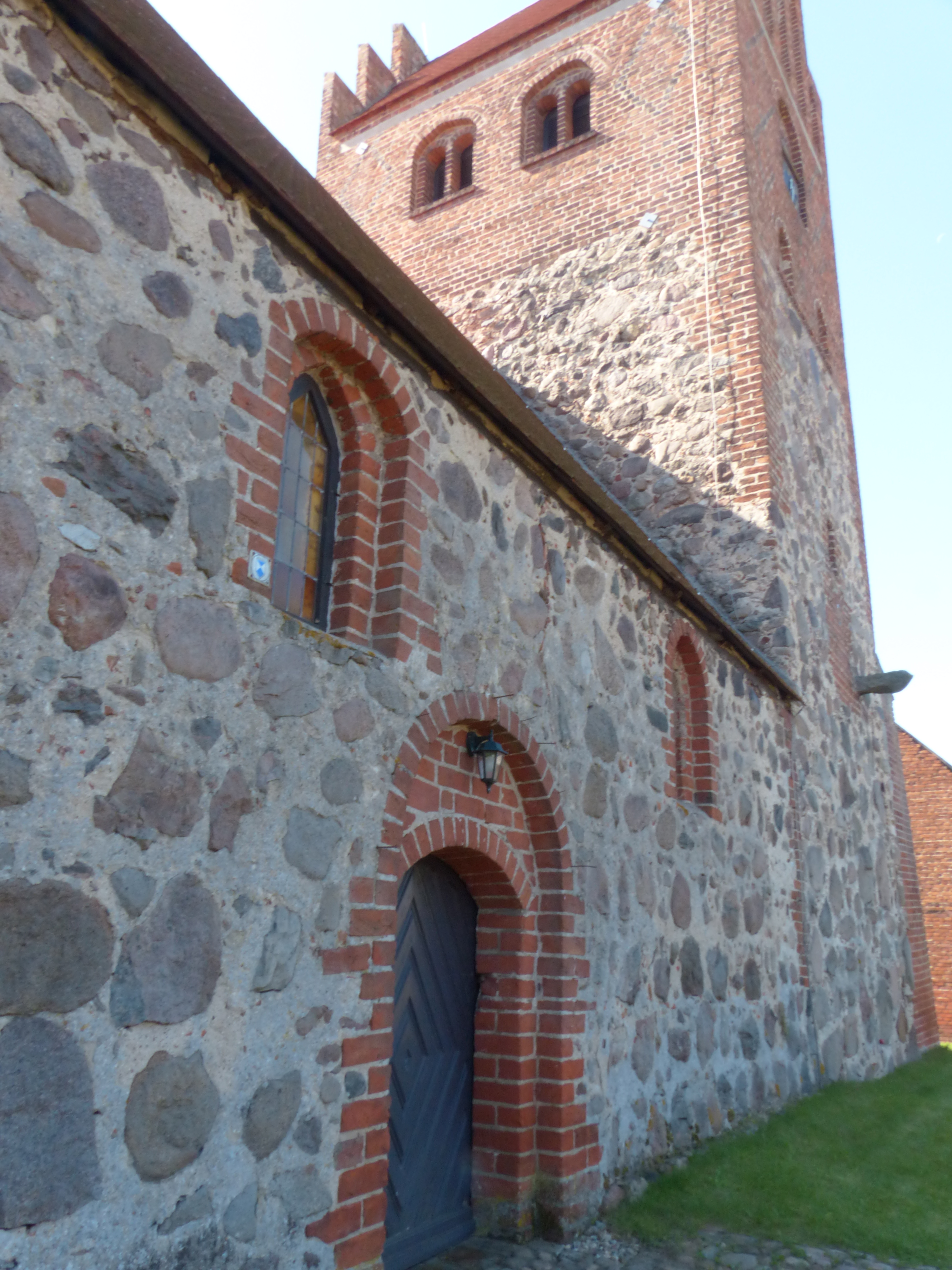
Nordseite mit stark erneuertem Portal

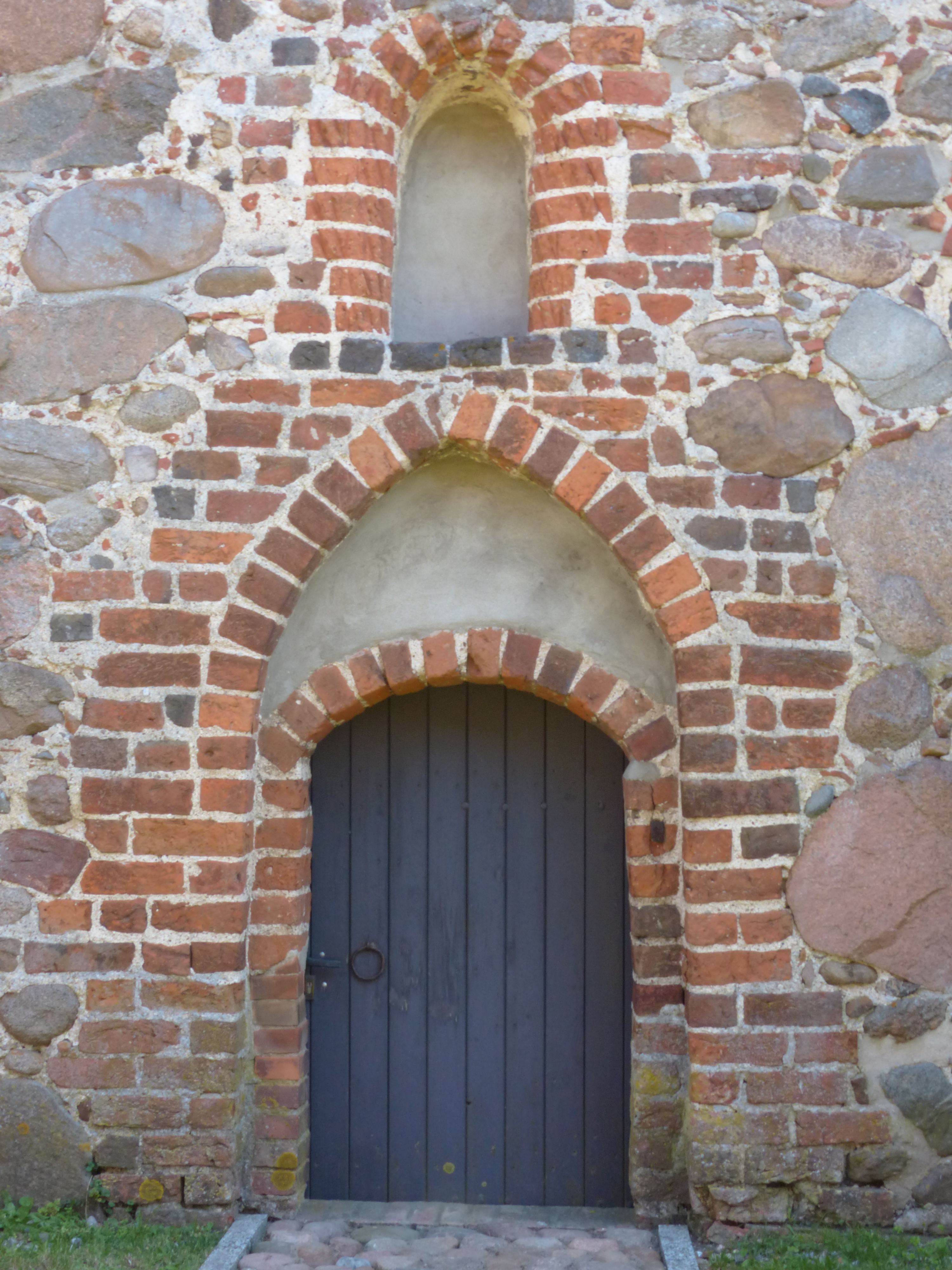
Westportal im Turm

Die Kirche ist eine stattliche Anlage aus rechteckigem Schiff mit eingezogenem Rechteckchor und hohem Westquerturm. Die komplizierte Baugeschichte ist nicht restlos geklärt; sie bestand wahrscheinlich aus drei Bauphasen:
1. Der Chor und der größte Teil des Schiffs wurden in der zweiten Hälfte des 13. oder im 14. Jahrhundert aus großen, lageweise geschichteten Feldsteinquadern erbaut. Im ursprünglichen Zustand ist nur die Ostseite mit Ritzquaderung und schmalem Spitzbogenfenster mit Backsteinlaibung erhalten.
2. In der nächsten Bauphase erfolgte im 15. Jahrhundert eine geringfügige Verlängerung des Schiffs nach Westen; gleichzeitig oder in der dritten Phase wurden die Öffnungen der Längsseiten in Backstein erneuert, wobei Rund-, Spitz- und Stichbögen in unterschiedlichen Kombinationen verwendet wurden.
3. Danach wurde der Turm zu Anfang des 16. Jahrhunderts aus unregelmäßigem Feldsteinmauerwerk angebaut.

Das Glockengeschoss ist mit Backstein-Verblendungen versehen, die durch Rautenmuster aus gesinterten Bindern, Deutschem Band und Putzfriese verziert sind; an den Treppengiebeln des Turmdachs sind gestaffelte Spitzbogenblenden angeordnet. Auf der Südseite ist im Mauerwerk ein großer Findling zu sehen, der Kratzspuren aus der Eiszeit zeigt.
Das Schiff und der Chor sind im Innern flachgedeckt und durch einen schmalen runden Triumphbogen verbunden. Zwischen Schiff und dem ehemals tonnengewölbten Turmerdgeschoss ist eine vermauerte Spitzbogenöffnung erkennbar. Eine kleine Sakramentsnische mit kräftig beschlagener Tür ist ins Mauerwerk eingelassen.

## Ausstattung
Das Hauptstück der Ausstattung ist ein schlichter hölzerner Altaraufsatz mit einem gemalten Kruzifixus, der auf das Jahr 1823 datiert ist. Die hölzerne Kanzel ist auf das Jahr 1713 datiert und mit Gemälden versehen, die Christus und die Evangelisten zeigen. Vermutlich gleichzeitig entstanden die West- und Nordempore; an der Brüstung ist ein Gemäldezyklus zu sehen, der Szenen aus dem Leben Jesu darstellt.